# Preußische Allgemeine Zeitung
Le Preußische Allgemeine Zeitung (PAZ) est un hebdomadaire national allemand et l'organe de presse de l'Association patriotique de Prusse-Orientale. De 1950 à 2003, le journal portait le titre Das Ostpreußenblatt (OPB), un prédécesseur est fondé en 1949 sous le titre Wir Ostpreußen. Dans les années 1950 et 1960, il a le tirage le plus élevé de toutes les publications qui s'adressent principalement aux expulsés allemands et à leurs familles. Dès 1960, cependant, comme tous les autres journaux expulsés, il souffre d'un lectorat en baisse. À partir de la fin des années 1990, il y a un réalignement, à la suite duquel l'Ostpreußenblatt tente de s'adresser à de nouveaux groupes cibles et se rebaptise Preussische Allgemeine Zeitung. La majorité des travaux de science politique sur le journal évaluent son orientation comme Nouvelle Droite.

## Histoire

### 1949Wir Ostpreußen
L'Ostpreußenblatt provient du bulletin de l'Association patriotique de Prusse-Orientale Wir Ostpreußen – Mitteilungsblatt der Landsmannschaft Ostpreußen. Le premier numéro de Wir Ostpreussen est publié le 1er février 1949 à Hanovre. L'ancien major de la Wehrmacht Horst Frischmuth agit en tant qu'éditeur et la société Carl Ermacora (de) est chargée d'imprimer. Étant donné que l'Association patriotique veut contourner l'obligation de licence pour les produits de presse imposée par les Alliés, la première édition est marquée "Imprimée comme un manuscrit - pour usage interne uniquement". Mais bientôt il y a des différends entre l'Association patriotique et Frischmuth, qui exerce sa fonction éditoriale en tant que personne privée et sans contrat. La tentative de réglementer contractuellement la relation commerciale échoue, selon l'Association patriotique de Prusse-Orientale, en raison des exigences financières excessives de Frischmuth. Elle l'accuse également de placer ses intérêts commerciaux au-dessus des préoccupations de l'Association patriotique et de lui refuser "l'influence à laquelle elle a droit sur le journal".
En mai 1949, l'Association patriotique de Prusse-Orientale attribue le travail d'impression pour Wir Ostpreußen aux imprimeurs Rautenberg & Möckel (de) à Leer. Fin juin de la même année, l'Association patriotique réussit à faire interdire temporairement à Frischmuth de publier sur décision de justice. L'édition du 1er juillet suivant paraît finalement à Hambourg sous la direction d'un nouvel éditeur et avec une nouvelle rédaction. Dans la suite du différend juridique, cependant, l'Association patriotique de Prusse-Orientale est partiellement privée d'accès à Wir Ostpreussen et la commande d'impression revient à Carl Ermacora. L'Association patriotique porte plainte contre cela, mais décide en même temps de ne pas poursuivre plus avant la lutte pour la publication. Au lieu de cela, il publie Das Ostpreußenblatt (OB) à partir de mars 1950, initialement sous forme d'échantillons, et à partir d'avril en deux numéros par mois. Cette étape est devenue possible parce que l'Association patriotique a entre-temps été fondée avec effet de droit. Wir Ostpreußen continue d'exister, mais l'Association patriotique, qui est responsable de la souveraineté éditoriale, ne fournit au journal que très peu d'articles et poursuit en même temps le développement de l'OB. Wir Ostpreußen connaît un déclin rapide en conséquence et est interrompu en août 1950.

### 1950 à 1968 Phase de création et d'établissement
La création de l'Ostpreußenblatt en 1950 n'est pas seulement motivée par la politique de l'association, mais aussi et surtout par des intérêts financiers. La vente de la publication de l'association est la principale source de revenus de l'organisation. Au début, la revue comporte en moyenne 16 pages et le numéro zéro est tiré à 60.000 exemplaires. Les numéros ultérieurs ont un tirage similaire. Entre avril et août 1950, le nombre d'abonnés passe de 17.000 à 49.000, atteignant ainsi le niveau maximum de Wir Ostpreußen et achevant la transition de l'ancien au nouvel organe de l'association. Par la suite, le tirage augmente fortement. En juillet 1953, il s'élève déjà à 100.000 exemplaires. En octobre de la même année, la fréquence de parution passe de bi-hebdomadaire à hebdomadaire. En décembre 1954, le nombre d'abonnés atteint la barre des 100.000. Cette tendance se poursuit jusqu'en 1959, lorsque Das Ostpreußenblatt vend 127 900 exemplaires au premier et au deuxième trimestre, soit le plus grand nombre d'exemplaires vendus jusqu'à présent dans l'histoire du journal.
L'Ostpreußenblatt peut se targuer d'un tirage relativement élevé, surtout en raison du grand nombre de citoyens allemands expulsés de Prusse-Orientale : Entre 1952 et 1968, le journal a toujours le plus grand tirage parmi les journaux des expulsés, mais après 1960, il souffre, comme la plupart de ces publications, d'un nombre de lecteurs en baisse. Certes, l'Ostpreußenblatt peut atteindre temporairement plus de 88 % des quelque 130 000 membres de l'Association patriotique de Prusse-Orientale ; l'intégration croissante des expulsés dans la société fait cependant baisser l'intérêt pour les journaux correspondants. Après 1959, le tirage baisse de nouveau continuellement et n'est plus que de 92.798 exemplaires (tirage diffusé) en 1968. Parallèlement, le nombre moyen de pages passe à 20 durant cette période.
Depuis 1950, le rédacteur en chef est Martin Kakies (de), qui a déjà occupé la même fonction au Memeler Dampfboot (de) avant la Seconde Guerre mondiale. En 1959, Kakies quitte la rédaction et est remplacé par le chef de la rubrique politique, Eitel Kaper. Kaper continue à diriger la rubrique politique et la rédaction jusqu'à sa mort en octobre 1967. L'Association patriotique de Prusse-Orientale engage par la suite Hugo Wellems (de) pour lui succéder.

### 1968 à 1995 Ère Wellems
Hugo Wellems a acquis une expérience journalistique au ministère nazi de la Propagande et en tant qu'auteur de livres de propagande. Plus tard, il est rédacteur en chef du magazine du parti DP Deutsches Wort et de l'OstWestKurier. En 1962, il fonde la Société d'études politiques et économiques (de). Sous sa direction, le journal poursuit une ligne fortement revancharde en termes de contenu. Dans la première moitié des années 1990, les sujets « Territoires de l'Allemagne de l'Est » et l'immigration dominent. Le premier est discuté avant tout avec des considérations révisionnistes et du point de vue de la « re-germanisation »
Pendant le mandat de Wellems, le tirage de l'Ostpreußenblatt continue de baisser: dans les années 1980, il est tombé en dessous de 50 000 exemplaires vendus et en 1990, il n'est que de 32 000 exemplaires. Outre le manque d'intérêt du groupe cible, la raison principale est la perte d'abonnés de longue durée liée à l'âge. Wilhelm von Gottberg, rédacteur en chef de l' Ostpreußenblatt depuis et à l'époque porte-parole adjoint de l'Association patriotique de Prusse-Orientale, décrit rétrospectivement le journal comme ayant besoin d'une réforme et accuse Wellems d'avoir empêché les innovations nécessaires. Au début des années 1990, le tirage du journal augmente de nouveau, raison pour laquelle l'Association patriotique renonce à révoquer Wellems. Néanmoins, en 1994, von Gottberg convient avec Wellems que ce dernier quitterait le service actif à la fin de l'année et continuerait à percevoir son salaire jusqu'à la fin mars 1995. Wellems est mort avant son départ officiel en mars 1995.

### À partir de 1995 réorientation et modernisation
Le successeur de Wellems au poste de rédacteur en chef est Horst Stein, qui a auparavant dirigé la rédaction hambourgeoise de Die Welt. Stein s'éloigne à la fois de la ligne révisionniste de son prédécesseur et du concept du journal. Au lieu de cela, il met l'accent sur les recensions de la littérature du vécu et du souvenir dans le travail rédactionnel . En même temps, Stein rattrape la mise à niveau technique de la rédaction que Wellems a omise. Cependant, le succès escompté ne se concrétise pas et, en 1996, le tirage de l'Ostpreußenblatt chute de nouveau.
En 1997, Elimar Schubbe (de) est nommé rédacteur en chef de l'Ostpreußenblatt. Il revient en grande partie sur les décisions de Stein concernant le contenu et tente de conquérir de nouveaux groupes cibles dans le contexte de la perte de lecteurs. Un premier pas dans ce sens est la création d'un site Internet en 1997, afin de recruter des lecteurs en dehors des associations de personnes déplacées. Parallèlement, l'Association patriotique de Prusse-Orientale et l'Ostpreußenblatt lance un Preußischen Mediendienst pour la distribution de livres et de vidéos sur des sujets historiques, culturels et politiques dépassant les thèmes purement liés aux expulsés. La prise en charge de ce service est assurée par la maison d'édition Siegfrid Bublies de Coblence. En outre, l'Ostpreußenblatt s'oriente davantage orienté vers des contenus qui ne sont pas liés à la thématique des expulsés et a par exemple intégré un feuilleton à vocation suprarégionale dans le journal. Si la partie consacrée à la patrie reste inchangée, le journal devient un média pour les auteurs et les lecteurs ultraconservateurs et de la Nouvelle Droite. Le supplément Preussische Zeitung pose en outre la première pierre d'un nouveau détachement progressif du Vertriebenenblatt pour devenir un hebdomadaire suprarégional.
Les successeurs de Schubbe, Hans Heckel et Peter Fischer, poursuivent sur sa lancée, tout comme le rédacteur en chef Hans-Jürgen Mahlitz (de), rédacteur en chef de 2000 à 2005. À Pâques 2003, le journal est rebaptisé Preussische Allgemeine Zeitung, ce qui permet de revaloriser l'ancien supplément en tant que journal à proprement parler, tandis que la partie intérieure spécifique aux expulsés devient de plus en plus elle-même un supplément. Comme le souligne le président de l'Association patriotique de Prusse-Orientale Wilhelm von Gottberg, cela est fait afin de gagner de nouveaux lecteurs pour le journal, dont le lectorat payant "a dramatiquement diminué au cours des trois dernières années". Selon lui, 90 % des lecteurs ont dépassé l'âge de 65 ans et 30 % ont plus de 80 ans.
Clemens Range (de) succède à Mahlitz en août 2005, puis Klaus D. Voss en devenant président . Voss est remplacé en septembre 2008 par Konrad Badenheuer (de), qui a auparavant été rédacteur en chef au Bayernkurier (de), et est remplacé le 1er juillet 2011 Jan Heitmann (de),. Depuis le 1er décembre 2019, la rédaction est entre les mains de René Nehring (de), qui était jusqu'alors responsable du Rotary Magazin . Le Preussische Allgemeine Zeitung connaît une série de changements qui, au total, se résument à une relance du journal : depuis lors, les pages intérieures du journal sont également publiées en couleur sur toute la longueur. Peu après, une page de commentaires et une page économique sont introduites, et en novembre 2008, le site Internet du journal est fondamentalement renouvelé. Depuis juillet 2009, le journal utilise la nouvelle orthographe. Peu après, le lien entre l'abonnement et l'adhésion à l'Association patriotique de Prusse-Orientale est supprimé. Selon l'impressum du PAZ, les abonnés deviennent membres de l'Association patriotique dès le début de l'abonnement, "s'ils n'expriment pas une autre volonté". Parallèlement, le journal lance une campagne de publicité sur Internet, diffusée sur plusieurs sites politiquement proches.
Depuis 2010, le journal est disponible dans de nombreux kiosques dans presque toute l'Allemagne, alors qu'il n'était auparavant disponible que par abonnement. Au cours de l'insolvabilité de leur éditeur, l'Association patriotique de Poméranie (de), le Pommersche Zeitung abandonné est publié sous forme de supplément hebdomadaire depuis juin 2018. Depuis décembre 2019, le journal ne titre plus que Preussische Allgemeine. En outre, la mise en page est revue et la présence sur Internet est également remaniée et le sigle PAZ estbli dans la communication propre.

## Auteurs
Outre le rédacteur en chef René Nehring (de) et le chef du département intérieur Hans Heckel, des rédacteurs et des auteurs indépendants écrivent pour le journal. De plus, il y a des auteurs invités fréquents, certains des plus connus sont, par exemple, les publicistes Klaus Kelle (de), Birgit Kelle (de) et Vera Lengsfeld , l'ancien éditeur de Spiegel Reinhard Mohr (de) et l'ancien correspondant de FAZ Reinhard Olt (de), le chimiste et ancien sénateur de Hambourg pour l'environnement Fritz Vahrenholt (de), et les politologues Werner J. Patzelt (de), Klaus Schroeder (de) et Herfried Münkler. Le général de l'OTAN Harald Kujat (de) écrit pour le journal.

## Structure, apparence et distribution
Le journal compte généralement 24 ou 28 pages. Lors d'occasions particulières, comme Noël, il peut atteindre 36 pages. La structure du PAZ correspond à celle d'autres quotidiens ou hebdomadaires, mais la section locale est remplacée par une section intérieure de huit pages consacrée à la Prusse-Orientale dans le passé et le présent. Le PAZ paraît le vendredi et tire à plus de 18.000 exemplaires ; selon ses propres informations, il touche environ 50.000 lecteurs.

## Réception
Les historiens Wolfram Wette et Peter Oliver Loew ainsi que les politologues Alexander Geisler et Wolfgang Gessenharter (de) considèrent le Preußische Allgemeine Zeitung et ses prédécesseurs comme des publications de la Nouvelle Droite. Le politologue Fabian Virchow (de) qualifie le journal de "conservateur de droite", l'historien Matthias Stickler (de) de conservateur.
Selon le journaliste Anton Maegerle (de) en 2004, le journal remplit une « fonction charnière » entre « conservatisme de droite » et extrémisme de droite. Haug von Kuenheim (de) confirme que le journal suivait un "cours juridique difficile".
Alors que l'homme politique et publiciste du SPD Stephan Braun (de) considère également le journal comme une publication de la Nouvelle Droite en 2007, le Premier ministre bavarois et président de la CSU Horst Seehofer écrit un message d'accueil en 2010 à l'occasion du 60e anniversaire du journal, dans laquelle il l'atteste, "clair et énervé, dans la bonne tradition prussienne-conservatrice-des Lumières".
Les rédacteurs décrivent l'orientation du journal comme « prussienne-conservatrice », son principe est « prussien correct au lieu de politiquement correct ». Le PAZ décrit l'affectation à la Nouvelle Droite comme absurde.